# Ilhas Virgens Americanas nos Jogos Olímpicos de Inverno de 1988
As Ilhas Virgens Americanas participaram dos Jogos Olímpicos de Inverno de 1988 em Calgary, Canadá.